# Matteo Bonino
Matteo Bonino (all'anagrafe Matteo Ettore Raimondo Bonino) (Torino, 1º maggio 1900 – Carro, 21 gennaio 1991) è stato un politico italiano del periodo fascista, podestà di Torino dal 1939 al 1943..

## Biografia
Squadrista e fascista della prima ora, partecipò alla Marcia su Roma. Appartenente a una famiglia di industriali, ragioniere, fu direttore del Banco di Napoli in Somalia.
Nel 1939 fu nominato podestà di Torino, sostituendo Cesare Giovara (chiamato alla presidenza dell'Istituto San Paolo), e rimase in carica fino all'agosto 1943.
Dopo la parentesi del liberale Bruno Villabruna, nominato podestà dal Governo Badoglio, dopo l'8 settembre tornò alla guida della città come commissario prefettizio.
Rimase in carica fino al 2 dicembre dell'anno successivo, quando fu sostituito da Michele Fassio.